# Mandy Planert
Mandy Planert (Schleiz, 26 de enero de 1975) es una deportista alemana que compitió en piragüismo en la modalidad de eslalon. Su esposo, Jan Benzien, compitió en el mismo deporte.
Ganó seis medallas en el Campeonato Mundial de Piragüismo en Eslalon entre los años 1997 y 2007, y siete medallas en el Campeonato Europeo de Piragüismo en Eslalon entre los años 1998 y 2008.
Participó en dos Juegos Olímpicos de Verano, en los años 2000 y 2004, ocupando el sexto lugar en Sídney 2000, en la prueba de K1.

## Palmarés internacional
| Campeonato Mundial | Campeonato Mundial                   | Campeonato Mundial | Campeonato Mundial |
| Año                | Lugar                                | Medalla            | Competición        |
| ------------------ | ------------------------------------ | ------------------ | ------------------ |
| 1997               | Três Coroas (Brasil)                 | Medalla de oro     | K1 por equipos     |
| 1999               | Seo de Urgel (España)                | Medalla de oro     | K1 por equipos     |
| 2002               | Bourg-Saint-Maurice (Francia)        | Medalla de plata   | K1 individual      |
| 2003               | Augsburgo (Alemania)                 | Medalla de plata   | K1 por equipos     |
| 2005               | Penrith (Australia)                  | Medalla de plata   | K1 individual      |
| 2007               | Foz do Iguaçu (Brasil)               | Medalla de oro     | K1 por equipos     |
| Campeonato Europeo |                                      |                    |                    |
| Año                | Lugar                                | Medalla            | Competición        |
| 1998               | Roudnice nad Labem (República Checa) | Medalla de bronce  | K1 por equipos     |
| 2000               | Mezzana (Italia)                     | Medalla de bronce  | K1 por equipos     |
| 2005               | Tacen (Eslovenia)                    | Medalla de oro     | K1 individual      |
| 2005               | Tacen (Eslovenia)                    | Medalla de plata   | K1 por equipos     |
| 2007               | Liptovský Mikuláš (Eslovaquia)       | Medalla de oro     | K1 por equipos     |
| 2007               | Liptovský Mikuláš (Eslovaquia)       | Medalla de plata   | K1 individual      |
| 2008               | Cracovia (Polonia)                   | Medalla de oro     | K1 por equipos     |